# Барташунас, Иосиф Марцианович
Иосиф Марцианович Барташунас (Юозас Марцианович Барташюнас) (1895—1972) — народный комиссар внутренних дел Литовской ССР, генерал-майор (1945).

## Биография
Родился в литовской крестьянской семье. Литовец. На иждивении родителей, Диржяй 07.1910-06.1912; чернорабочий, грузчик в порту, Рига 06.1912-05.1915.
В армии: солдат 136 запасн. батальона, Дорогобуж Смол. обл. 05.1915-11.1915; солдат запаси, батальона латыш, стрелков, г.рьев Лифляндской губ. 11.1915-04.1916; унтер-офицер 1 Усть-Двин. латыш, стр. полка, Германский фронт 04.1916-01.1918.
В РККА: ком. взвода головного революционного отряда латыш, стр. полков, Москва 01.1918-06.1918; ком. взвода, врид ком. роты 4 Латыш, стр. полка, Вост. фронт 06.1918-08.1918; политрук роты 4 Латыш, стр. полка, Зап., Юж. фронты 08.1918-11.1920; политрук роты 463 стр. полка 52 стр. див., Херсон, губ. 11.1920-06.1921.
В органах ВЧК-ОГПУ-НКВД-СМЕРШ-МВД: сотр. для поручений и пом. уполн, губ. ЧК, Смоленск 06.1921-05.1922; уполн. КРО ОО ПП ОГПУ Зап.ВО, Смоленск 05.1922-03.1924; уполн., нач. 5 отд-я КРО ПП ОГПУ по Зап. краю - БВО, Минск 03.1924-14.09.1927; нач. 3 отд-я КРО ПП ОГПУ БВО 14.09.1927-15.10.1928; нач. 5 отд-я КРО, нач. 2 группы ОО ПП ОГПУ по БВО 15.10.1928-03.1931; пом. нач. по СОЧ 18 погранотряда, мест. Житковичи БССР 03.1931-02.1932; пом. нач. по СОЧ 15 Заславльского погранотряда, мест. Заславль БССР 02.1932-01.07.1932; нач. 13 Полоцк, погранотряда 01.07.1932-04.1934; нач. 18 Житковичского погранотряда 04.1934-02.1938; нач. отд. кадров Наркомата лесной пром-сти БССР 02.1938-09.1940; нач. ОО НКВД 29 территориального Литов, стр. корпуса, Прибалт.ВО 09.1940-09.1941; зам. нач. ОО НКВД Челяб. гарнизона 14.11.1941—1 5.05.1942; нач. ОО НКВД - ОКРСМЕРШ 16 Литов, стр. див., Брянск., Центр, и 1 Прибалт, фронты 15.05.1942-06.1944; нарком-министр внутр. дел ЛитССР 10.07.1944-16.03.1953.
Член ВКП(б), депутат Верховного Совета СССР 2-го созыва. В 1944—1949 и в 1949—1952 кандидат в члены Бюро ЦК КП Литвы. Вскоре после смерти И. В. Сталина, 16 марта 1953 потерял свой пост, а 30 мая 1953 отправлен на пенсию. В 1955—1959 член Президиума Верховного совета Литовской ССР.
Более того, по требованию Снечкуса, в 1945 году нарком внутренних дел республики Барташунас обратился в листовке с воззванием к укрывающимся в лесах дезертирам и вооружённым бандитам с предложением сложить оружие, призвал к явке с повинной, гарантируя неприкосновенность и полную легализацию всем, кроме бывших карателей. Из лесов вышло и сдалось добровольно пять тысяч человек, которым на месте, в районных отделах выдавались советские паспорта и справки, что человек не имеет грехов перед новой властью и является полноправным гражданином. Всё делалось для того, чтобы избежать лишних, никому не нужных жертв, по-настоящему не скатиться в кровавое болото братоубийственной гражданской войны…

### Звания
- полковник государственной безопасности;
- 22.09.1944, комиссар государственной безопасности;
- 09.07.1945, генерал-майор.[5][6]

### Награды
- 2 ордена Ленина (12.05.1945, 19.07.1949);
- 5 орденов Красного Знамени (03.10.1944, 03.11.1944, 31.05.1945, 24.08.1949, 30.01.1951);
- 3 ордена Отеч. войны 1 степени (03.08.1943, 08.03.1944, 08.04.1947);
- орден Трудового Красного Знамени (20.07.1950);
- 2 ордена Красной Звезды (в т.ч. 17.02.1936);
- медали;
- знак «Заслуженный работник НКВД» (22.03.1946).